# Хавинис, Теодорос
Тео́дорос Хавинис (греч.  Θεόδωρος Χαβίνης, 1 января 1886, Фитиес Этолия и Акарнания — 3 февраля 1960, Афины) — полковник, позже Генерал-майор греческой армии, участник Балканских войн, Первой мировой войны и Малоазийского похода греческой армии.
В дальнейшем политик, депутат парламента и министр.

## Военная карьера
Теодорос Хавинис родился в селе Фитиес Этолия и Акарнания в 1886 году, в семье крестьянина Анастасия Хавиниса.
Окончил Военное училище эвэлпидов 7 июля 1907 года, в звании младшего лейтенанта артиллерии.
В 1912 году, с началом Балканских войн, командовал 6 -й батареей в составе дивизиона полевой артиллерии Н. Влахопулоса на фронте Эпира.
При освобождении города Превеза его батарея отличилась, подавив огонь турецких батарей крепостей Никополя.

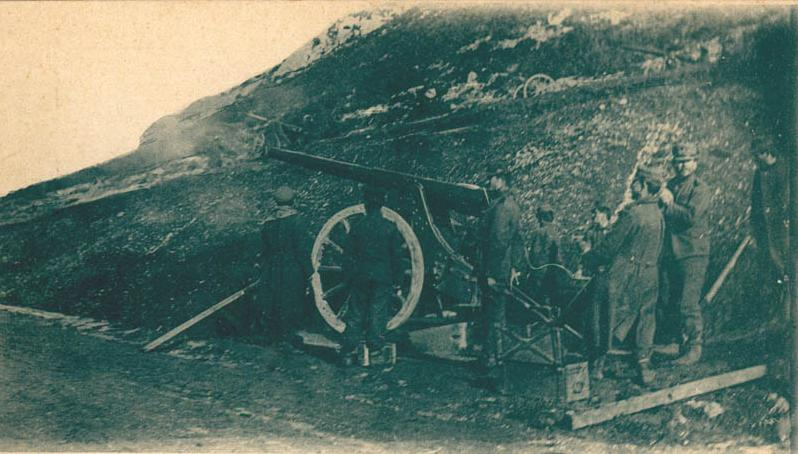
Греческая артиллерия обстреливает турецкие фортификации в Бизани

В продолжение боёв в направлении столицы Эпира, города Яннина, батарея Хавиниса отличилась в сражении за Бизани.
В 1913 году командовал батареей полевой артиллерии X дивизии, в составе которой воевал во Второй Балканской войне против болгар.
В период Первой мировой войны и Национального раскола поддержал премьер — министра Э. Венизелоса и был одним из первых офицеров вступивших в армию «Национальной обороны», после чего принял командование дивизионом полевой артиллерии.
В сражении при Скра Т. Хавинис командовал соединением артиллерии на правом фланге «Дивизии Крита».
В ходе наступления союзников в 1918 году на Македонском фронте, вынудившего Болгарию выйти из войны, Т. Хавинис был связным греческой армии с штабом французской экспедиционной армии.
После выхода из войны Османской империи, Хавинис в 1919 году последовал за французской армией генерала Франше д’Эспере в Константинополь, оставаясь связным греческой армии с французами.

## Малоазийский поход
В мае 1919 года, по мандату Антанты, греческая армия высадилась в Смирне.
Севрский мирный договор 1920 года закрепил регион Смирны за Грецией, с перспективой решения его судьбы через 5 лет, на референдуме населения:16. Завязавшиеся здесь бои с кемалистами приобрели характер войны, которую греческая армия была вынуждена вести в одиночку. Из союзников, Италия, с самого начала поддерживала кемалистов, Франция, решая свои задачи, стала также оказывать им поддержку. Но греческая армия прочно удерживала свои позиции.
В начале 1920 года Т. Хавинис возглавил 3-й операционный отдел при штабе Малоазийской экспедиционной армии генерала Л. Параскевопулоса.
В июле 1920 года, в ходе операций по занятию города Пруса, Т. Хавинис был назначен начальником штаба «Дивизии Архипелага».
Геополитическая ситуация изменилась коренным образом и стала роковой для греческого населения Малой Азии после парламентских выборов в Греции в ноябре 1920 года. Под лозунгом «мы вернём наших парней домой», на выборах победила монархистская «Народная партия». Возвращение в Грецию германофила Константина освободило союзников от обязательств по отношению к Греции. Не находя дипломатического решения в вопросе с греческим населением Ионии, в совсем иной геополитической обстановке правительство монархистов продолжило войну. Напрягая свои ограниченные людские ресурсы, Греция мобилизовала ещё 3 призыва в армию.
После выборов, последовало возвращение в армию отставных офицеров монархистов и частичная демобилизации офицеров сторонников Венизелоса. Хавинис был также временно демобилизован и не принял участие в военных действиях 1921—1922 годов.

### Член трибунала на «Процессе шести»
Невзирая на изменившуюся геополитическую обстановку и тяжёлое финансовое положение страны, правительство монархистов приняло решение силой принудить турок к миру в 1921 году. Малоазийская экспедиционная армия в январе 1921 года совершила разведывательный рейд малыми силами в направлении Эскишехира, в марте развернула «Весеннее наступление» в том же направлении, в июле развернула «Большое летнее наступление» и одержала победу в самом большом сражении войны при Эскишехире, после чего в августе совершила рейд на Анкару.
Согласно современному английскому историку Д. Дакину победа была близка:357, но исчерпав свои ресурсы и не располагая материальными и людскими резервами, греческая армия в порядке отошла назад за Сакарью. Историк Д. Фотиадис пишет: «тактически мы победили, стратегически мы проиграли»:115. Правительство Гунариса удвоило подконтрольную ему территорию в Азии, но возможностями для дальнейшего наступления не располагало. Не решив вопрос с греческим населением региона, правительство не решалось эвакуировать армию из Малой Азии. Фронт застыл на год.
Из политических соображений правительство не решалось собрать войска вокруг Смирны, сохраняя протяжённую линию фронта, оборону которой армия была не в состоянии обеспечить. Фронт был прорван через год. «Все военные и политические аналитики считают, что причиной прорыва была недостаточность сил для фронта протяжённостью в 800 км». Даже там где плотность была большей, между дивизиями существовали незащищённые участки в 15-30 км:159.
Турецкое наступление началось через год, в ночь 12/25 на 13/26 августа 1922 года. Туркам удалось без особого труда вклиниться между I и IV греческими дивизиями, где как и на других участках фронта существовала неприкрытая брешь в 5 км:174 и рассечь I корпус греческой армии на группы генерала Трикуписа и генерала Франгу.
В результате разгрома Группы Трикуписа, с одновременной утратой стратегических возможностей Группой Франгу, необходимость эвакуации греческой армии из Малой Азии стала очевидной:182.
Победа группы Франгу и гвардейцев Н. Пластираса у Ак Таша, западнее Филадельфии (Алашехир), где эвзоны полка Пластираса обратили в бегство три турецкие дивизии (!), а также победа в Салихлы 23 августа 1922 года были лишь арьергардными победами, которые позволили отступающим частям и беженцам без особых препятствий со стороны турок продвинуться к Эритрейскому полуострову.
Несмотря на то что другой отряд группы Франгу, отряд полковника Луфаса, отразил атаку турок на высотах у Бин-Тепе, дав возможность отходящим силам создать 25 августа временную линию обороны в непосредственной близости к Смирне, новый командующий экспедиционной армии генерал Полименакос, счёл что этих сил для защиты города недостаточно и объявил Смирну открытым городом.
Всем оставшимся частям было приказано отойти к Чешме, где они были погружены на корабли и переправлены на острова Хиос и Лесбос.
Надежды Полименакоса и населения Смирны на цивилизованную передачу власти основывались на присутствии союзных кораблей в сотнях метров от набережной города, но не оправдались.
Вступив в город кемалисты начали резню христианского населения, после чего и через 5 дней после вступления в Смирну, они сожгли (христианский) город.
Малоазийская катастрофа вызвала антимонархистское восстание армии сентября 1922 года. Король Константин был низложен.
В октябре состоялся чрезвычайный трибунал. Полковник Т. Хавинис стал одним из 12 членов трибунала и упоминается в числе членов трибунала отказавших помиловать подсудимых.
В особенности упоминается его обвинение в адрес командующего Хадзианестиса и правительства, в связи с принятым ими «бестолковым» и «преступным» решением снять три двизии с малоазийского фронта и перебросить их к Константинополю для шантажа союзников.
Трибунал приговорил к смерти монархистов премьер-министра Д. Гунариса, четверых его министров и командующего Хадзианестиса:359.

## Демобилизация
Поскольку мирное соглашение ещё не было подписано и возобновление военных действий не просто не исключалось, но было на повестке дня, одной из первоочерёдных задач Революционного правительства было усиление пограничной, так называемой «Армии Эвроса». Под руководством генерала Пангалоса, была создана хорошо оснащённая и боеспособная армия в 100 тысяч штыков. Английский историк Дуглас Дакин пишет, что если бы в этот момент было бы принято решение о возобновлении военных действий, то «армия Эвроса» могла бы молниеносно вновь занять Восточную Фракию, дойти до Константинополя, и турки были не в состоянии остановить её:364.
Т. Хавинис возглавил штаб IV корпуса, внеся свой вклад в организацию т. н. «Чуда Эвроса».
Однако Э. Венизелос, возглавивший греческую делегацию на Лозаннской мирной конференции, был склонен положить конец десятилетним войнам страны, использовал «Армию Эвроса» как угрозу и дипломатическое оружие, но подписался под оставлением Восточной Фракии в пределах нового турецкого государства.
После того как Венизелос поставил свою подпись под соглашением, адмирал А. Хадзикирьякос и генерал Пангалос послали Венизелосу следующую телеграмму «Мы вынуждены принять, ради чести Греции, это решение, несмотря на то, что оно было принято вразрез с чётким письменным указанием министру иностранных дел. Командующие армии и флота скорбят со вчерашнего дня и более не доверяют делегации».
После подписания соглашения и как результат финансового состояния страны после военного десятилетия, тысячи солдат и офицеров были демобилизованы, многие соединения были расформированы.
Т. Хавинис принял решение оставить армию и «уйти в политику».

## Политик
Политическая карьера Хавиниса началась в декабре 1923 года, когда он баллотировался с Либеральной партией Венизелоса и был впервые избран на IV Учредительное (национальное) собрание в 1924 году.
Он был избран депутатом парламента от Превезы и Арты с левой (про-социалистической) Крестьянской партией Греции на парламентских выборах 1926 года.
Повторно был избран депутатом парламента с Либеральной партией на выборах 1928, 1932, 1933 и 1936 годов.
В правительстве Э. Венизелоса состоял военным министром с 5 июня по 3 ноября 1932 года.
Не располагаем данными о его участии (или неучастии) в Греческом Сопротивлении в период тройной, германо-итало-болгарской, оккупации Греции (1941—1944).
После освобождения страны, стал министром общественных (публичных) работ в правительстве Фемистокла Софулиса с 22 ноября 1945 года и до своей отставки 20 января 1946 года, а затем министром внутренних дел и временно министром общественных работ до марта 1946 года.
В период т.н Белого террора (1945—1946), когда монархисты и бывшие коллаборационисты преследовали участников Сопротивления, М. Александрис отмечает что генерал Хавинис не решился предпринять шаги к примирению в конкретных случаях. Однако он решился публично заявить, что нельзя обвинять участников Национально-освободительного фронта в антинациональных планах, в то время как они составляли 70 % нации. Это заявление Хавиниса было использовано будущим генсеком компартии Греции Х. Флоракисом, когда он предстал перед трибуналом в 1960 году и ему был задан вопрос о намерении 10 % процентов (про-коммунистического) населения узурпировать власть в стране.
Выборы 1946 года были для Хавиниса провальными, но через 4 года он был повторно избран на выборах 1950 года.
В правительстве Софокла Венизелоса, Т. Хавинис был министром общественных работ всего лишь с 24 марта по 27 марта 1950 года
Но чуть позже он принял дела министра общественных работ в правительстве Н. Пластираса, с 15 апреля 1950 года по 21 августа 1950 года.
Он вновь стал министром общественных работ в новом правительстве Н. Пластираса с 27 октября 1951 года до своей отставки 19 марта 1952 года.
Причиной отставки стал его конфликт с посольством США. Правящие круги Греции победили в гражданской войне (1946—1947) с помощью США, но отставной генерал не мог примириться с мыслью, что не посол John Peurifoy посещал премьер-министров в их офисе, а премьер-министры посещали американское посольство. Протестуя против этого положения дел, Хавинис также именовал представителей американской миссии при каждом министерстве «комиссарами». Peurifoy потребовал объяснений и Пластирас был вынужден принять отставку Хавиниса.
Хавинис был вновь избран депутатом парламента в 1952 году, а затем когда политическая жизнь в стране стала менее турбулентной, в 1956 году.
Между этими датами, в 1954 году, представляя оппозицию, он был членом греческой делегации на 9-й Генеральной ассамблее ООН в Нью-Йорке, где поддержал позицию, что греческое население Кипра (82 %) всего населения острова) вправе требовать воссоединение с Грецией.

## Последние годы
Хавинис был политическим долгожителем в избирательном округе Превезы. Его парламентский стаж в сумме составлял 19 лет, он был избран от этого округа в парламент 10 раз.
Генерал Хавинис умер в феврале 1960 года от сердечной недостаточности при его перевозке в госпиталь
Его именем названа улица в городе Амфилохия.